# نبرد نوریانگ
نبرد نوریانگ (انگلیسی: Battle of Noryang) آخرین نبرد بزرگ از تهاجم هیده‌یوشی به کره (۱۵۹۸–۱۵۹۲) بود. این نبرد بین نیروی دریایی ژاپن و ناوگان مشترکی از پادشاهی چوسان و دودمان مینگ رخ داد. این نبرد در اوایل صبح ۱۶ دسامبر (۱۹ نوامبر در گاهشماری قمری) ۱۵۹۸ صورت گرفت و در همان روز نیز به پایان رسید.
قوای متحد شامل ۱۵۰ کشتی چوسان و مینگ چین که توسط دریاسالاران یی سون شین و چن لین هدایت می‌شد، حمله نموده و بیش از نصف ۵۰۰ کشتی ژاپنی هدایت شده توسط شیمازو یوشی‌هیرو را نابود یا به غنیمت گرفتند. شیمازو در تلاش برای اتصال به کونیشی یوکیناگا بود. نجات یافتگان شکست خورده ناوگان شیمازو به سمت بوسان عقب‌نشینی و چند روز بعد کره را به مقصد ژاپن ترک کردند. در اوج نبرد، دریاسالار یی توسط گلوله شمخال مورد هدف قرار گرفت و لحظاتی بعد جان سپرد.

## مقدمه
به دلیل عقب افتادگی در نبردهای زمینی و دریایی، قشون ژاپن به شبکه قلعه‌های خود قلعه‌های ژاپنی در کره  (واجو) در سواحل جنوب شرقی کره عقب رانده شدند. اما واجو نمی‌توانست تمام ارتش ژاپن را در خود جای دهد و از این روی در ژوئن ۱۵۹۸، تویوتومی هیده‌یوشی، که حملات ژاپن به کره (۱۵۹۸–۱۵۹۲) را انداخت و نیز به عنوان ارباب جنگ ژاپنی‌ها عمل می‌کرد، به هفتاد هزار سرباز که بیشتر آنها از ارتش راست ژاپن بودند دستور داد تا به سمت مجمع الجزایر عقب‌نشینی کنند. در ۱۸ سپتامبر ۱۵۹۸، تویوتومی هیده‌یوشی به صورت ناگهانی در قلعه فوشیمی درگذشت. قوای ژاپن در کره از شورای پنج ریش سفید دولت جدید ژاپن دستور یافتند تا به ژاپن برگردند. به دلیل حضور کشتی‌های چوسان و مینگ، پادگان‌های ژاپن در واجو نتوانستند عقب‌نشینی کنند و در امنیت نسبی قلعه‌های خود باقی ماندند.
سونچون واجو غربی‌ترین دژ ژاپنی بود و ۱۴۰۰۰ سرباز به رهبری کونیشی یوکیناگا که رهبر گروه اعزامی طلایه دار ژاپن در خلال اولین یورش در سال ۱۵۹۲ به حساب می‌آمد را در خود جای داده بود. یی و چن مانع از عقب‌نشینی کونیشی شدند اما کونیشی در تلاش برای رشوه به فرمانده مینگ برای برداشتن محاصره، هدایای زیادی به چن فرستاد. در ابتدا چن با خروج نیروهای متحد موافقت کرد ولی یی با پایداری از همراهی با او امتناع ورزید. سپس چن پیشنهاد داد که نیروهای مشترک حملاتی به واجوهای کوچکتر و آسیب پذیرتر مثل قلعه ای در جزیره نامهائه داشته باشند. یی این طرح را نیز رد کرد. یی استدلال کرد که کونیشی که یکی از بزرگترین واجوها را فرماندهی می‌کرد، در صورت ترک محل و مبارزه در هر جای دیگر اجازه فرار خواهد یافت.
در ۱۵ دسامبر، حدود ۲۰۰۰۰ سرباز ژاپنی از واجوهای ساچئون، گوسونک و جزیره نامهائه بر ۵۰۰ کشتی‌سوار شدند و در تلاش برای شکستن محاصره سونچون توسط متحدین، شروع به تراکم در تنگه نوریانگ کردند. فرمانده کلی این قوای کمکی کسی جز شیمازو یوشی‌هیرو رهبر واجو ساچون نبود.
مقصود ناوگان متحد ممانعت از اتصال ناوگان شیمازو با ناوگان کونیشی، و سپس حمله و شکست ناوگان شیمازو بود. هدف ناوگان شیمازو عبور از تنگه نوریانگ، ارتباط با کونیشی و عقب‌نشینی به بوسان بود. شیمازو می‌دانست که کونیشی در تلاش برای ایجاد جدایی در اتحاد چوسان – مینگ است و امیدوار بود آنها در جای دیگر مشغول یا همچنان در حال محاصره واجو سونچون باشد و بنابراین برای حمله از عقب به آنها، در وضعیت آسیب‌پذیری قرار بگیرند.

## نبرد

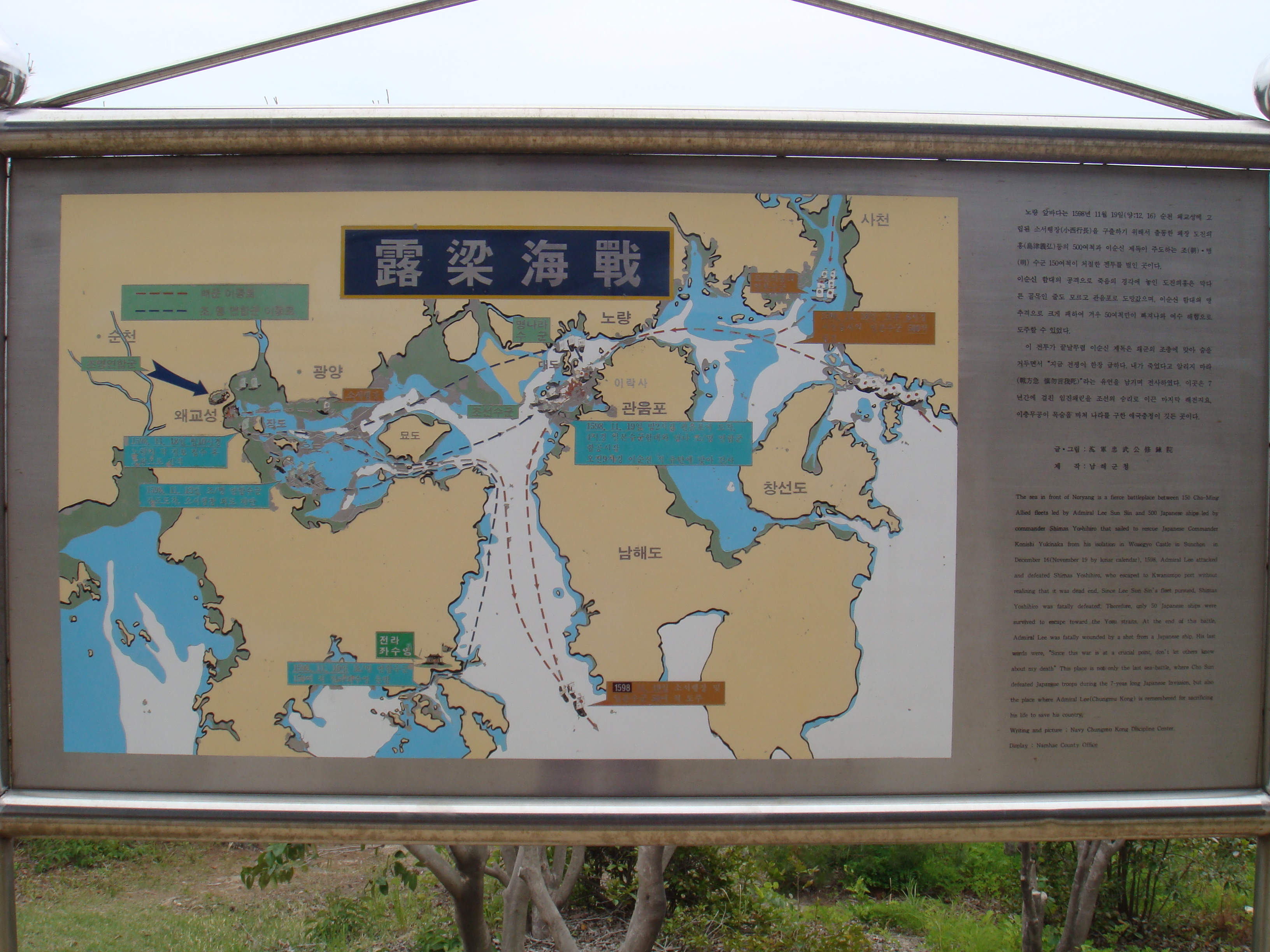
نقشه نبرد نوریانگ

در پانزدهم دسامبر، ناوگان ژاپنی عظیمی در خلیج ساچون، در کرانه شرقی تنگه نوریانگ جمع شدند. شیمازو مطمئن نبود که آیا ناوگان متحد محاصره واجو کونیشی را استمرار می‌بخشد، در راهش برای حمله به یک واجو رها شده در ناحیه شرقی تر می‌باشد یا مسیر آنها را در کرانه غربی تنگه نوریانگ خواهد بست. با اینحال یی بعد از دریافت گزارش‌هایی از دیده‌بان‌ها و ماهیگیران محلی از محل دقیق شیمازو اطلاع داشت.
ناوگان چوسان از ۸۲ پانوکسون یا کشتی‌های چند عرشه ای پارودار تشکیل می‌شد. ناوگان مینگ نیز شامل شش جانک جنگی بزرگ (کشتی‌های جنگی واقعی که محتملا به عنوان کشتی دریادار استفاده می‌شدند) که با بادبان‌ها و پاروها حرکت می‌کرد، ۵۷ کشتی جنگی سبکتر (احتمالا کشتی‌های جنگی در پوشش حمل و نقل) که تنها با پاروها هدایت می‌شدند، و دو پانوکسون که توسط یی فراهم شده بود می‌شد. در مورد قوای انسانی، ناوگان متحد هشت هزار دریادار و ملوان تحت رهبری یی، ۵۰۰۰ سرباز مینگی از دسته گوانگ دونگ و ۲۶۰۰ دریادار مینگی داشت که بر روی کشتی‌های کره ای می‌جنگیدند، به این ترتیب در کل تعداد کل قوا به شانزده هزار ملوان و مرد جنگاور می‌رسید. ناوگان مینگ به دو دسته تقسیم شدند، دسته بزرگتر توسط چن و دسته کوچکتر توسط دنگ زیلونگ فرماندهی می‌گشتند. ناوگان متحد به خوبی با توپ، خمپاره اندازها، کمان داران و تفنگداران مجهز شده بود. ژاپنی‌ها ۵۰۰ کشتی داشتند، اما بخش اعظمی از ناوگان آنها شامل کشتی‌های ترابری کوچک می‌شد. کشتی‌های ژاپنی به خوبی با چمخال‌ها و همچنین چند توپ به غنیمت گرفته شده از چوسان مجهز گشته بود. ناوگان متحد تعداد کمتری داشت، اما از کشتی‌هایی تشکیل یافته بود که به صورت میانگین از لحاظ قدرت آتش و سنگینی برتری و استحکام ساختاری بیشتری داشتند.
ناوگان متحد در کرانه غربی تنگه نوریانگ منتظر شیمازو ماندند. نبرد در ساعت دو بامداد روز شانزدهم دسامبر شروع شد. از همان آغاز نبرد، حالت بسیار سختی برای ژاپنی‌هایی که مصمم بودند تا برای رهایی از محاصره ناوگان متحد بجنگند و متحدینی که به‌طور مشابه برای ممانعت از نفوذ و پیشروی آنها قاطعیت داشتند وجود داشت.
به مانند نبردهای پیشین یی، ژاپنی‌ها نتوانستند به صورت مؤثری پاسخ دهند زیرا توپ‌های چینی‌ها و کره‌ای‌ها از پیشروی آنان ممانعت به عمل می‌آورد. همچنین باریک بودن تنگه نوریانگ از هرگونه مانور پذیری جلوگیری می‌کرد.
زمانی که ناوگان ژاپن به صورت جدی آسیب دید، لین به ناوگانش دستور داد تا در یک نبرد تن به تن درگیر شوند. اما این رویه به ژاپنی‌ها امکان استفاده از شمخال‌های خویش و پیکار با استفاده از سبک نبردی سنتی سوار شدن بر کشتی‌های دشمن را داد. زمانی که کشتی فرماندهی چن مورد حمله قرار گرفت، یی مجبور شد به ناوگانش دستور دهد تا آنها نیز در یک نبرد تن به تن وارد شوند.
سونگ هوی ریپ کاپیتان کشتی فرماندهی یی، توسط یک گلوله شمخال بر روی کلاه خود خویش مورد هدف قرار گرفت و برای مدتی ناخودآگاه بر روی زمین افتاد. کشتی‌ها به قدری به همدیگر نزدیک شده بودند که کشتی‌های چوسان توانستند چوب‌های شعله‌ور را بر روی عرشه‌های کشتی‌های ژاپنی پرتاب کنند.
آتش سنگین شمخال‌های ژاپنی ملوانان چینی را مجبور می‌کرد تا سرهای خود را پائین نگه دارند، در حالی که ژاپنی‌ها نزدیک می‌شدند. چندین گروه بر کشتی فرماندهی لین سوار شدند و در نبرد تن به تنی که درگرفت، پسر چن در حال دفع شمشیری که مستقیم به سمت پدرش پرتاب شده بود زخمی شد. با دیدن گرفتاری که برای کشتی چن پیش آمده‌است، دنگ زیلونگ فرمانده جناح چپ مینگ و دویست نفر از محافظین شخصی وی به یک پانوکسون ساخت چوسان (یکی از آن دو توسط یی سون شین به ناوگان مینگ اهدا شده بود) نقل مکان کرده و به کمک او شتافتند. چندین کشتی مینگ آن پانوکسون را با یک کشتی ژاپنی اشتباه گرفتند، بر رویش آتش گشوده و آن را از کار انداختند. پانوکسون هدف قرار گرفته، به سمت ژاپنی‌ها رانده شد و آنها با سوار شدن بر روی کشتی همه کارکنان آن از جمله دنگ زیلونگ را کشتند.
در اواسط جنگ و در حالیکه سپیده‌دم در حال آغاز بود، ناوگان متحد دست بالا را داشت و نیمی از ناوگان شیمازو غرق یا به غنیمت گرفته شده بودند. گفته می‌شود که ناو سرفرماندهی شیمازو یوشی‌هیرو غرق شد و او در آب یخی به یک قطعه چوب چسبید. کشتی‌های ژاپنی به کمک وی شتافتند و او را از آب خارج کردند. در طی نبرد کشتی‌هایی که از انتهای غربی تنگه می‌جنگیدند، به هر طریقی خود را به انتهای شرقی که تقریباً آب‌های آزاد بود رساندند. ژاپنی‌ها متحمل خسارات سنگینی شدند و به موازات ساحل جنوبی جزیره جزیره نامهائه به سمت بوسان شروع به عقب‌نشینی کردند.

## مرگ دریاسالار یی
وقتی که ژاپنی‌ها عقب‌نشینی می‌کردند، یی دستور یک تعقیب نیرومندانه را صادر کرد. در آن زمان یک گلوله سرگردان شمخال از کشتی دشمن به نزدیکی بازویش در سمت چپ او اصابت کرد. او که احساس می‌کرد این زخم کشنده است، جمله ذیل را به زبان آورد: ما در آستانه پیروزی در جنگ هستیم، در به صدا درآوردن طبل‌های جنگی تداوم داشته باشید. مرگ مرا به کسی اعلام نکنید؛ و او با گفتن این سخن درگذشت.
تنها سه تن شاهد مرگ یی سون شین بودند: یی هو بزرگترین پسرش، سونگ هوی ریپ، و یی وان برادر زاده اش. آنها در حفظ آرامش بدن یی سون شین را قبل از متوجه شدن دیگران به کابین او بردند. یی وان برای باقی مانده نبرد زره عمویش را پوشید و برای اینکه باقی ناوگان بدانند کشتی سر فرماندهی دریاسالار همچنان در نبرد حضور دارد، بر کوبیدن طبل جنگی استمرار ورزید.
کشتی چن لین مجدداً در مخمصه قرار گرفت و ناو سرفرماندهی یی سون شین برای نجات او حرکت کرد. ناو سرفرماندهی یی به پیکار پرداخته و چندین کشتی ژاپنی را غرق کرد. چن لین برای تشکر از او به خاطر اقدام برای نجاتش، یی سون شین را فرا خواند. اما چن لین با یی وان روبرو شد که به او گفت عمویش فوت کرده‌است. گفته می‌شود که خود چن لین چنان بهت زده شده بود که سه مرتبه بر روی زمین افتاد، سینه اش را کوبید و گریه کرد. اخبار مرگ یی سون شین به سرعت در ناوگان متحد پخش شد.